# Newbattle
Newbattle, veraltet auch Neubotle, ist ein Dorf in der schottischen Council Area Midlothian. Es liegt einen Kilometer südlich von Dalkeith und zehn Kilometer südöstlich des Zentrums von Edinburgh am Westufer des South Esk.

## Geschichte
Im 12. Jahrhundert stiftete der schottische König David I. das Zisterzienserkloster Newbattle Abbey. Die Ortschaft entstand im Zusammenhang mit dieser bedeutenden Abtei. Im 16. Jahrhundert, nach der Säkularisation der Abtei, wurde am Standort ein Herrenhaus gleichen Namens erbaut. Wie auch in den umliegenden Ortschaften, existierten um Newbattle sowohl Steinbrüche als auch Kohlebergwerke. Des Weiteren gab es eine Papierfabrik sowie eine Ziegelei. Im Rahmen des Zensus 1971 wurden in Newbattle 681 Einwohner gezählt.

## Verkehr
Durch Newbattle verläuft die B703, die von Dalkeith nach Newtongrange führt. Direkt westlich verläuft mit der A7 (Edinburgh–Carlisle) eine Fernverkehrsstraße. Die im 19. Jahrhundert erbaute Waverley Line tangiert Newbattle und quert am Südrand auf dem imposanten Lothianbridge Viaduct den South Esk. Der nächstgelegene Bahnhof befand sich in Newtongrange. Mit der Schließung der Strecke in den 1960er Jahren wurde dieser aufgelassen. Im Rahmen der Errichtung der Borders Railway in den 2010er Jahren wurde die Strecke wieder instand gesetzt und im September 2015 ein neuer Bahnhof in Newtongrange eröffnet. Mit dem Flughafen Edinburgh befindet sich ein internationaler Verkehrsflughafen rund 18 km nordwestlich.